# Olof af Acrel
Olof af Acrel, né le 26 novembre 1717 et mort le 28 mai 1806, connu avant son anoblissement en 1780 sous le nom d'Olof Acrel, est un chirurgien et médecin de Stockholm, qui perfectionne ses connaissances en étudiant dans des pays étrangers et introduit de nombreuses améliorations dans la pratique suédoise.

## Biographie
Olof af Acrel, né à Österåker, est le frère du missionnaire Israel Acrelius. Après avoir fréquenté l'Université d'Uppsala pendant deux ans, il suit une formation de chirurgien à Stockholm. À partir de 1740, il passe plusieurs années en Allemagne et en France, étudiant à l'université de Göttingen sous la direction d'Albrecht von Haller ainsi qu'à Paris et Strasbourg. En 1743, pendant la guerre de Succession d'Autriche, il est nommé chirurgien en chef par intérim dans un hôpital militaire français de Lauterbourg, en Alsace. Un an plus tard, la ville est prise par les troupes allemandes et, après avoir été brièvement emprisonné, Acrel retourne en Suède.
En 1752, il est nommé chirurgien en chef de l'hôpital Seraphim nouvellement fondé à Stockholm, puis professeur de chirurgie en 1755. Il reçoit un doctorat en médecine de l'Université d'Uppsala en 1760.
Le discours d'Acrel sur les Réformes nécessaires dans les opérations chirurgicales fait une forte impression. Il en est de même pour ses autres ouvrages, Sur le mode de traitement des blessures récentes ; Sur la chirurgie en général ; et Sur la cataracte de l'œil. Il reçoit de nombreux honneurs en reconnaissance de son travail.
Il est élu membre de l'Académie royale des sciences de Suède en 1746. Il meurt à Stockholm.